# Промінь (поїзд)
«Прóмінь» — регіональний поїзд Укрзалізниці № 795/796 сполученням Лиман — Харків — Дніпро складом Південної залізниці. 

## Історія
20 січня 2014 року поїзд вирушив у перший рейс. Електропоїзд № 804/803 скасували (курсував на годину довше).
Скасований 9 грудня 2018 рок, проте на маршруті між Харковом та Дніпром з 28 жовтня 2018 року курсує призначений нічний швидкий поїзд № 139/140 сполученням Лисичанськ — Дніпро.
З 29 квітня по 15 травня 2021 року поїзд вирішили повернути задля вивчення попиту.
За тиждень після відновлення скористалось цим поїздом понад 3 тис. пасажирів.
Укрзалізниця продовжила курсування поїзда до 24 червня 2021 року.
З 26 червня 2021 року подовжено маршрут руху поїзда до станції Лиман.
З 12 грудня 2021 року подовжено маршрут руху поїзда до станції Бахмут.
З 2022 року, внаслідок російського вторгнення в Україну, поїзд тимчасово скасовано.

## Інформація про курсування
| Розклад руху поїзда «Промінь» № 795/796 (з 26.06.2021 року) | Розклад руху поїзда «Промінь» № 795/796 (з 26.06.2021 року) | Розклад руху поїзда «Промінь» № 795/796 (з 26.06.2021 року) | Розклад руху поїзда «Промінь» № 795/796 (з 26.06.2021 року) | Розклад руху поїзда «Промінь» № 795/796 (з 26.06.2021 року) |
| Час прибуття                                                | Час відправлення                                            | Станція                                                     | Час прибуття                                                | Час відправлення                                            |
| ----------------------------------------------------------- | ----------------------------------------------------------- | ----------------------------------------------------------- | ----------------------------------------------------------- | ----------------------------------------------------------- |
| —                                                           | 06:23                                                       | Дніпро                                                      | 22:10                                                       | —                                                           |
| 10:02                                                       | 10:22                                                       | Харків                                                      | 18:11                                                       | 18:31                                                       |
| 13:11                                                       | —                                                           | Лиман                                                       | —                                                           | 15:27                                                       |

Поїзд курсує цілий рік, щоденно, по п'ятницях, суботах та неділях курсує до станції Лиман, а по понеділках, вівторках, середах та четвергах до станції Харків-Пасажирський.
Внаслідок російського вторгнення в Україну поїзд тимчасово скасований.

## Склад поїзда
В складі поїзда 4 сидячих вагонів 1-го та 2-го класу.